# マニー・リボック
マニー・リボック（Manie Libbok、1997年7月15日 - ）は、南アフリカ共和国出身のラグビーユニオン選手。ジャパンラグビーリーグワンの花園近鉄ライナーズに所属している。

## 略歴
南アフリカ共和国のヒューマンズドープ生まれ。
2013年、U16イーストン・プロヴィンス代表として出場した。2014年と2015年には、U18のSWDイーグルス代表となる。
2016年、ブルー・ブルズのアカデミーに参加。同年、カリーカップ予選シリーズで出場し、シニアデビュー。
同じく2016年、U20南アフリカ共和国代表となり、ワールドラグビーU20チャンピオンシップに出場した。
2020年、シャークスに移籍。
2021年、ストーマーズに移籍。2022年、チームのユナイテッド・ラグビー・チャンピオンシップ優勝に貢献した。
同2021年、オータムネーションズシリーズで南アフリカ代表に選出された。2023年にはワールドカップ2023（フランス大会）に5試合出場。
2025年7月、ジャパンラグビーリーグワンの花園近鉄ライナーズへの加入を発表した。